# Zofenopril
Zofenopril ist ein Wirkstoff aus der Gruppe der ACE-Hemmer zur Behandlung des Bluthochdrucks. Arzneilich verwendet wird er in Form seines Calciumsalzes. Der Wirkstoff wurde bereits Ende der 1980er Jahre entwickelt, aber bisher nur in wenigen Ländern als Arzneimittel zugelassen.

## Pharmakologie

### Wirkmechanismus
Zofenopril führt durch Inhibition des Angiotensin Converting Enzymes zu einer verminderten Bildung von Angiotensin II aus Angiotensin I. Diese verminderte Bildung von Angiotensin II bedingt eine Abnahme des Tonus der Blutgefäße und damit eine Verringerung des Blutdruckes. Der geringere Angiotensin-II-Spiegel führt ebenfalls zu einer Verringerung der Aldosteron-Freisetzung aus der Nebennierenrinde und somit zu einer Beeinflussung des Wasserhaushalts (siehe auch Renin-Angiotensin-Aldosteron-System).

### Anwendungsgebiete
Der Arzneistoff wird zur Therapie der arteriellen Hypertonie und zur Behandlung des akuten Herzinfarktes eingesetzt. In beiden Indikationen werden Dosierungen von 7,5 bis 60 mg pro Tag verteilt auf zwei Einzelgaben eingesetzt, wobei die Dosis langsam bis zur gewünschten Wirkung auftitriert wird.

### Nebenwirkungen
Die häufigste Nebenwirkung bei fast 10 % der Behandelten ist ein Husten, der ursächlich mit dem verlangsamten Abbau und der Kumulation von Bradykinin in Verbindung steht. Außerdem sind Schwindel, gastrointestinale Beschwerden, Kopfschmerzen und selten auch Exantheme möglich. Eine Hyperkaliämie ist ebenfalls möglich, lässt sich jedoch durch die Kontrolle des Kaliumspiegels im Blut leicht feststellen.

### Interaktionen
Aufgrund der Möglichkeit einer Hyperkaliämie sollte auf den Einsatz von kaliumsparenden Diuretika verzichtet werden. Eine Beteiligung des Zytochrom-Systems ist bisher nicht bekannt.

### Kontraindikationen
Als Kontraindikationen gelten eine Schwangerschaft und eine fortgeschrittene Leberinsuffizienz. Die Verträglichkeit während der Stillzeit ist nicht dokumentiert und gilt deshalb ebenfalls als Kontraindikation.

## Fertigarzneimittel
Es stehen Präparate mit 7,5 mg, 15 mg, 30 mg und 60 mg sowie eine Kombination von 30 mg Zofenopril mit 12,5 mg Hydrochlorothiazid zur Verfügung.
Monopräparate
Zofenil (CH, D)
Kombinationspräparate
- mit Hydrochlorothiazid: Zofenil plus (CH)[6][7]